# ベッドかざりとほうき
『ベッドかざりとほうき』（Bedknobs and Broomsticks）は、1971年のアメリカ合衆国のミュージカル映画。監督はロバート・スティーヴンソン、出演はアンジェラ・ランズベリーとデヴィッド・トムリンソンなど。メアリー・ノートンの1943年の児童文学『魔法のベッド南の島へ』とその続編『魔法のベッド過去の島へ』を原作としている。
第44回アカデミー賞において視覚効果賞を受賞。

## ストーリー
第二次世界大戦中、1940年のイングランド。ドイツ軍の空襲を逃れ、ロンドンから小さな村ペパリンジ・アイに疎開して来た孤児の兄弟チャーリー、キャリー、ポールの3人は、一軒家に1人で暮らす中年女性エグランタイン・プライスに預けられる。しかし冷たい態度のプライスを嫌い、夜中にこっそりと逃げ出そうとした3人は、ほうきにまたがり、空を飛ぶプライスを目撃する。実はプライスは通信教育で魔法を勉強中の新米魔女だったのだ。これをきっかけにプライスと子供たちとの距離は縮まる。そこに、プライスが学んでいる魔法大学の学長エメリアス・ブラウンから、戦争のために大学を閉鎖したとの連絡が届く。プライスには戦争を終わらせるためにどうしても魔法を身につけたいとの強い思いがあるため、プライスは子供たちとともにブラウンに会いに「魔法のベッド」でロンドンに向かう。ロンドンに着くとすぐにブラウンは見つかるが、実は彼はペテン師のマジシャンで、魔法学校もインチキだったことが分かる。しかし、ブラウンが昔の本から適当に選んだ呪文がプライスには有効だったことから、その呪文を記した本を見せてもらうことにする。ところがその本「アストロスの呪文」はプライスが最も知りたい「代役移動の術」を記したところで破かれ、その後がなくなっていた。ブラウンによると、その破かれた本の一方は、ポートベロ・ロードにある本屋が持っているという。そこでプライスたちはその本屋を探しに向かう。
ポートベロ・ロードでプライスたちが「アストロスの呪文」を探していると、それを耳にした男スウィンバーンが彼らを脅迫して無理矢理「本屋」のもとに連れて行く。そこには同じく「アストロスの呪文」の半分を所有し、残り半分を探している本屋の老人が待っていた。しかし、プライスらが持っている本と本屋が持っている本を合わせても、そこには肝心の呪文は記されておらず、呪文は「アストロスの星」に記されているという。そして、その「アストロの星」が今は動物たちが支配しているナブンブー島にあると分かると、プライスたちは魔法のベッドでナブンブー島に向かう。
ナブンブー島は動物たちが支配し、人間は立ち入り禁止だったが、サッカー好きの王様ライオンにブラウンがサッカーの審判をボランティアで務めてやると言って何とか取り入る。そして、王様の首飾りこそが「アストロスの星」だと分かると、ブラウンらは苦労の末「アストロスの星」を手に入れる。
しかし元の世界に戻ると「アストロスの星」は消えてしまう。プライスはそこに記されていた呪文を思い出そうと必死になるがどうしても思い出せない。ところが実はポールが持っている絵本に呪文が書かれていたのだ。早速プライスは「代役移動の術」を試してみるが、家中の洋服などが暴れだし、収拾がつかなくなる。
何とか騒動を収めたプライスとブラウン、そして3人の子供たちは一連の冒険を通じて家族のように仲睦まじくなる。しかし、子供たちがブラウンに新しい父親になって欲しい、プライスとともに家族になって欲しいと願ったことで、プライスとブラウンは急に相手を意識し出す。ブラウンはいたたまれずにその場を後にし、プライスもそれを見送る。
その夜、村にドイツ軍が密かに上陸し、プライスと子供たちは捕らえられて城に監禁されてしまう。魔法を使いたくても、プライスは呪文を完全に覚えていないのでメモがなければ使えない。そこにドイツ軍の侵入に気付いたブラウンが自分に魔法をかけてウサギに化け、プライスらを救いにやってくる。そしてプライスは「代役移動の術」を使って城に展示されている甲冑などを操り、ドイツ軍を撃退する。しかし、ドイツ軍が仕掛けた爆弾でプライスの魔法関連の資料が全て爆破され、プライスは二度と魔法が使えなくなる。
ブラウンは軍隊に入ることにする。そして、そんなブラウンをプライスと子供たちは家族として見送る。

## 登場キャラクター
エグランタイン・プライス
通信教育で勉強中の新米魔女。村の一軒家に1人で暮らす中年女性。
エミリアス・ブラウン
エメリアス・ブラウン通信魔法大学の学長。実はペテン師のマジシャン。
チャーリー
孤児となりロンドンから疎開して来たローリンズ兄弟の長男。11歳。もうじき12歳。
キャリー
ローリンズ兄弟の長女。
ポール
ローリンズ兄弟の次男。6歳。末っ子。
ジェルク氏
演 - ロディ・マクドウォール
ブックマン
「アストロスの呪文」を探している。
スウィンバーン
本屋の助手。

## キャスト
| 役名           | 俳優・声優               | 日本語吹替        | 日本語吹替        | 日本語吹替 |
| 役名           | 俳優・声優               | VOD版             | DHV Japan, Ltd.版 | バンダイ版 |
| -------------- | ------------------------ | ----------------- | ----------------- | ---------- |
| プライス       | アンジェラ・ランズベリー | 塩田朋子          | 京田尚子          | 北村昌子   |
| エミリアス     | デヴィッド・トムリンソン | 壤晴彦            | 永井一郎          | 内田稔     |
| チャーリー     | イアン・ウェイヒル       | 宮里駿            |                   | 後藤真寿美 |
| キャリー       | シンディ・オカラハン     | 岡珠希            |                   |            |
| ポール         | ロイ・スナート           | 本城雄太郎        |                   | 下川久美子 |
| ジェルク氏     | ロディ・マクドウォール   | 根本泰彦          |                   | 伊藤和晃   |
| ブックマン     | サム・ジャッフェ         | 小林尚臣          |                   | 江原正士   |
| ヘラー大佐     | ジョン・エリクソン       | 原語流用          |                   | 江原正士   |
| スウィンバーン | ブルース・フォーサイス   | 大川透            |                   | 小山武宏   |
| ホブデイ夫人   | テシー・オシェア         | 定岡小百合        |                   | 久保田民絵 |
| レオニダス王   | レニー・ウィーンリブ     | 中村秀利          |                   | 小山武宏   |
| 秘書           | レニー・ウィーンリブ     | 梅津秀行          |                   | 伊藤和晃   |
| 漁師クマ       | ダラス・マッケノン       | 斎藤志郎          |                   | 田中正彦   |
| タラ           | ボブ・ホルト             | 宝亀克寿          |                   | 伊藤和晃   |
| その他         | N/A                      | 滝沢ロコ 川本克彦 |                   |            |

- VOD版：ディズニー・チャンネルでの放送後、Disney+などで配信。
- DHV Japan, Ltd.版：1993年発売のVHS「シング アロング ソング Vol.2」に一部音声のみ収録。
- バンダイ版：バンダイ・ビデオ・ネットワークから発売されたVHSに収録（品番：LA128V40076）。
- ポニー版から発売されたVHSには字幕スーパーが収録されている。

## スタッフ
| 製作総指揮               | ロイ・O・ディズニー                                                                                      |
| 製作                     | ドン・B・テータム                                                                                        |
| 製作補                   | E・カードン・ウォーカー                                                                                  |
| 原作                     | メアリー・ノートン                                                                                       |
| 脚本                     | ビル・ウォルシュ、ドン・ダグラディ、ラルフ・ライト、テッド・バーマン                                     |
| 音楽                     | アーウィン・コスタル                                                                                     |
| 実写撮影                 | フランク・フィリップス                                                                                   |
| アニメ撮影               | ボブ・ブロートン                                                                                         |
| 作画監督                 | ミルト・カール、ジョン・ラウンズベリー                                                                   |
| レイアウト               | マクラーレン・スチュワート、ドン・グリフィス、ジョー・ヘイル                                             |
| 原画                     | エリック・ラーソン、ハル・キング、アート・スティーヴンズ、フレッド・ヘルミック、ジュリアス・スヴェンセン |
| エフェクト原画           | ジャック・ボイド、ジャック・バックリー                                                                   |
| 背景                     | ディック・ケルシー、アル・デンプスター、ラルフ・ヒューレット、ビル・レイン                               |
| 特殊効果                 | ユースタス・ライセット                                                                                   |
| 録音                     | ディーン・トーマス                                                                                       |
| サウンドスーパーパイザー | ロバート・O・クック                                                                                      |
| プロデューサー           | ビル・ウォルシュ                                                                                         |
| アニメーション監督       | ウォード・キンボール                                                                                     |
| 監督                     | ロバート・スティーヴンソン                                                                               |
| 制作                     | ウォルト・ディズニー・プロダクション                                                                     |

日本語版
≪VOD版≫
| 翻訳・訳詞     | いずみつかさ                                |
| 演出・音楽演出 | 松岡裕紀                                    |
| 録音制作       | スタジオ・エコー                            |
| 日本語版制作   | DISNEY CHARACTER VOICES INTERNATIONAL, INC. |

## 作品の評価
Rotten Tomatoesによれば、批評家の一致した見解は「『ベッドかざりとほうき』には、よくある魔法使いの保護者とその被保護者の物語の二番煎じに感じられる部分が多々あるものの、アンジェラ・ランズベリーの機知に富んだスターの力はスプーン1杯でも派生性を下げる効果がある。」であり、34件の評論のうち高く評価しているのは65%にあたる22件で、平均して10点満点中6.15点を得ている。
Metacriticによれば、11件の評論のうち、高評価は5件、賛否混在は6件、低評価はなく、平均して100点満点中59点を得ている。